# M6 STIB
 (septembre 2012).
Si vous disposez d'ouvrages ou d'articles de référence ou si vous connaissez des sites web de qualité traitant du thème abordé ici, merci de compléter l'article en donnant les références utiles à sa vérifiabilité et en les liant à la section « Notes et références ».
Le M6, également connu sous le nom Boa, est la 6e génération des rames de métro de la Société des transports intercommunaux de Bruxelles (STIB) apparue en avril 2007. Un total de 21 rames a été achetée auprès du constructeur espagnol CAF, dont un premier lot de 15 rames et un deuxième lot de 6, en février 2009. Son surnom de Boa lui vient du fait qu’une personne peut se déplacer d’un bout à l’autre de la rame sans en sortir, conducteur y compris. 
Il ne faut pas confondre ce modèle avec les trams des séries 3000 et 4000, qui en partagent certaines caractéristiques (circulation de bout en bout, apparence générale) mais sont conçus pour la circulation en surface et dans le réseau de prémétro.

## Description
Cette nouvelle rame adopte le même design que les trams 3000, dessinés par Axel Enthoven et permet d’améliorer l’identité visuelle de la STIB en combinant le gris métallisé et le cuivre, nouvelles couleurs de la STIB. Ce modèle de motrice comprend 18 doubles portes dont 4 qui sont équipées de rampes d’accès pour permettre aux personnes à mobilité réduite d’utiliser les transports publics. D’autres aménagements ont été créés pour permettre aux personnes handicapées, aux parents avec poussette ou encore aux utilisateurs d’un vélo de pouvoir stocker leur moyen de locomotion.
Ces rames mesurent 94 mètres et sont composées de six voitures qui peuvent accueillir au total près de 728 passagers avec près de 198 places assises.

## Construction, livraison et essais
Les rames M6 ont été fabriquées sur le site de l'usine de Beasain, au Pays Basque espagnole. Les premières rames sont passées par une voie d'essai, dans le nord de la France, avant d'être livrées a dépôt Haren de la STIB, où une piste d'essai pour le matériel ferré existe.
Les transports entre le site de construction, la piste d'essai et la Belgique se sont faits par la route. Le transfert du matériel entre la voie d'essai du dépôt de Haren et le dépôt de Delta s'est fait par la ligne 26 de la SNCB, qui est directement connectée aux deux dépôts de la STIB.
La dernière rame a été livrée fin 2011 et transférée vers le dépôt Delta en décembre 2011.

## Mise en service

### Historique
L’arrivée de ce nouveau matériel et le bouclage du métro de la ligne 2 du métro de Bruxelles a permis d’augmenter le nombre de places de 40 %.
Les 15 nouveaux boas transportaient les voyageurs depuis septembre 2007 sur la ligne 1B. Ils ont circulé à vide à partir de juin 2007 afin de les tester.
Parfois, en heures de pointe, les week-ends et jours fériés, ils circulaient partiellement sur la ligne 1A afin d’améliorer le service, quand le nombre de voyageurs est trop élevé.
Les anciennes rames qui circulaient sur les lignes 1A et 1B, quant à elles, renforcent la ligne 2.
Depuis que le nouveau réseau est opérationnel le 4 avril 2009, elles desservent la ligne 1. De temps en temps, elles circulent aussi sur la ligne 5 depuis l’amélioration de la qualité du service du métro en fin mai 2009.
Malheureusement, ces rames de métro sont composées de 6 voitures et ne peuvent que difficilement passer à 5. C’est pourquoi celles-ci ne circulaient pas sur les lignes 2 et 6 car, par exemple, les quais de la station Arts-Loi ne peuvent accueillir que des rames de métro composées de 5 voitures.  
Cependant, en 2023, il a été annoncé que des Boas sont venus renforcer les lignes 2 et 6. 

### Actuellement
En 2023, les Boas circulent sur toutes les lignes de métro. 